# Redoute de Mailly
La redoute de Mailly est ancien édifice fortifié situé à Port-Vendres dans les Pyrénées-Orientales, en France.

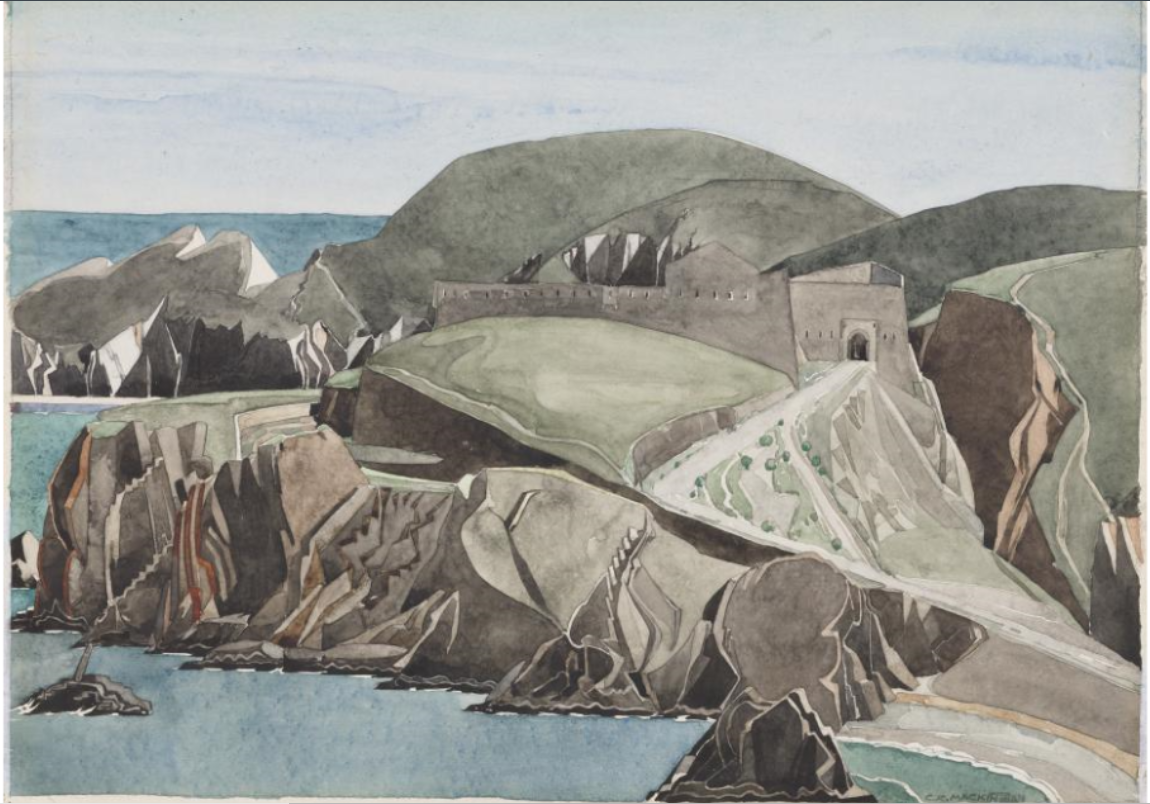
The Road Through the Rocks, Port Vendres

## Histoire

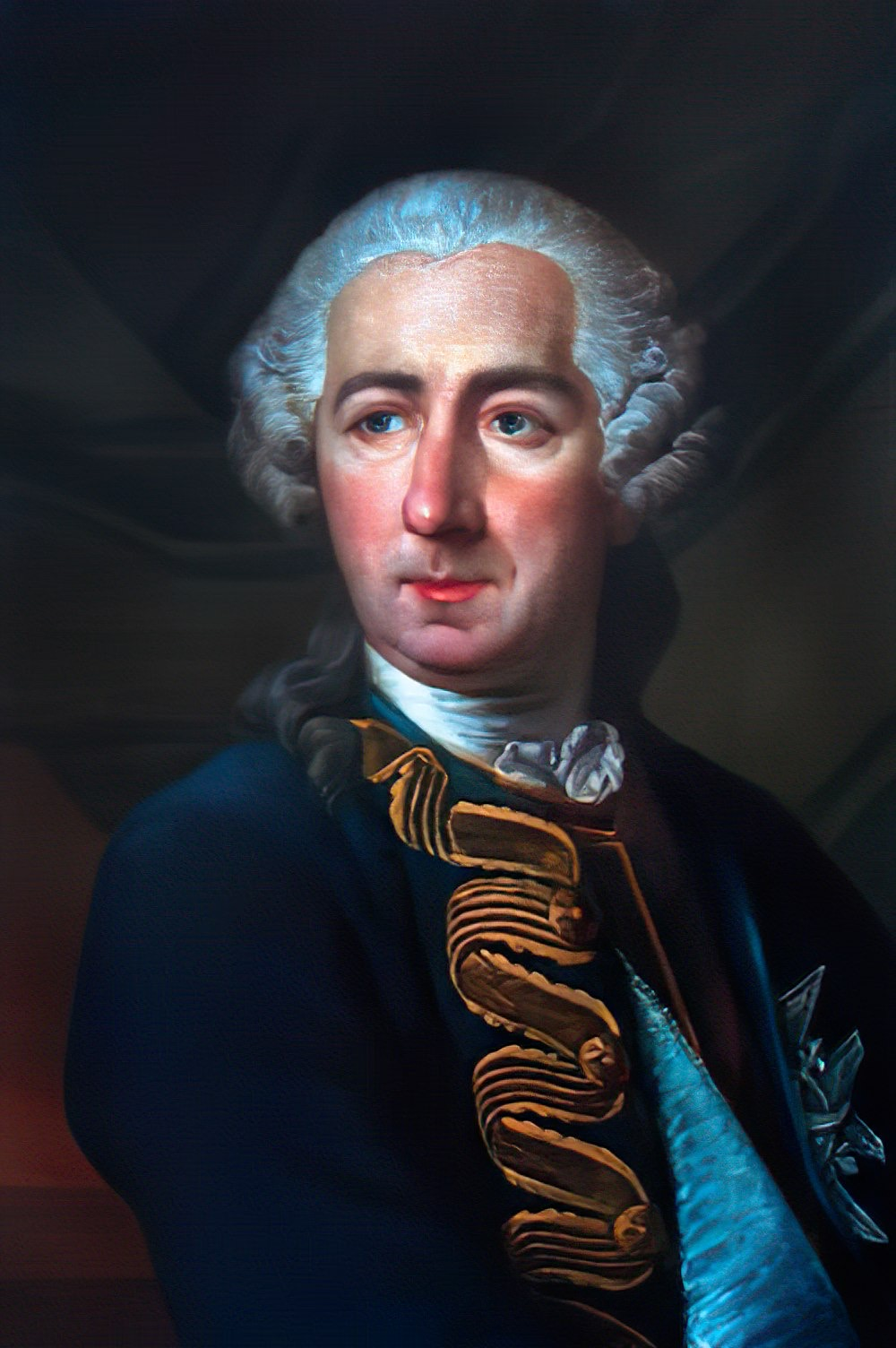
Le maréchal de Mailly

La redoute est construite en 1775 par le comte de Mailly (Augustin-Joseph de Mailly) à la suite de subventions de Louis XVI pour améliorer et creuser le port. Elle se situe face à la Redoute du Fanal (inscrite monument historique en 1933). Dominant la baie de Port-Vendres au-dessus de la plage des Tamarins, elle accueille dans les années 1930 le Camp de vacances de Mailly, œuvre des camps de vacances, d'éducation physique et morale de la Fédération des Jeunesses laïques et républicaines. 
Elle est détruite le 19 août 1944 par les Allemands (19e armée allemande) qui fuient la région alors qu'ils l'occupaient depuis novembre 1942 et font sauter leurs entrepôts de munitions et de nombreuses mines marines qui détruisent quasiment toute la ville. La redoute de Mailly est inscrite au titre des monuments historiques en 1991.

### Historique de l'armement
- Batterie française (Marine nationale) 1939 : 2 pièces de 95 mm Modèle 1888 sur plate forme
- Occupation allemande
  - Février 1943: Hallbatterie 1 / MAA 610 : 3 pièces de 95 mm Modèle 1888 (1 pièce venant de la batterie du Cap Oullestreil)
  - Juillet 1943: 4/MAA 615
  - Avril 1944: 2/MAA 615 
    - MKB Mailly (Marine - Küsten - Batterie) 72 marins, puis 66, puis 79
    - point d'appui n° Wn Lgs 032
    - 1 mortier de 8,14 cm Gr W
    - 3 canons de DCA français de 2,5 cm Flak 39 (f) (retirées en début 1944)
    - 1 canon de 7,5 cm FK sur plate forme, puis remplacé par un 7,62 cm FK 39 (r) canon russe

- Juin 1944 : Alarmflakbatterie les pièces de 95 sont retirées et remplacées par 4 pièces de 7,5 cm Flak M.33 (f) (canon de DCA français modèle 1933)
  - 3 canons de 3,7 cm Flak